# Evangelischer Binnenschifferdienst

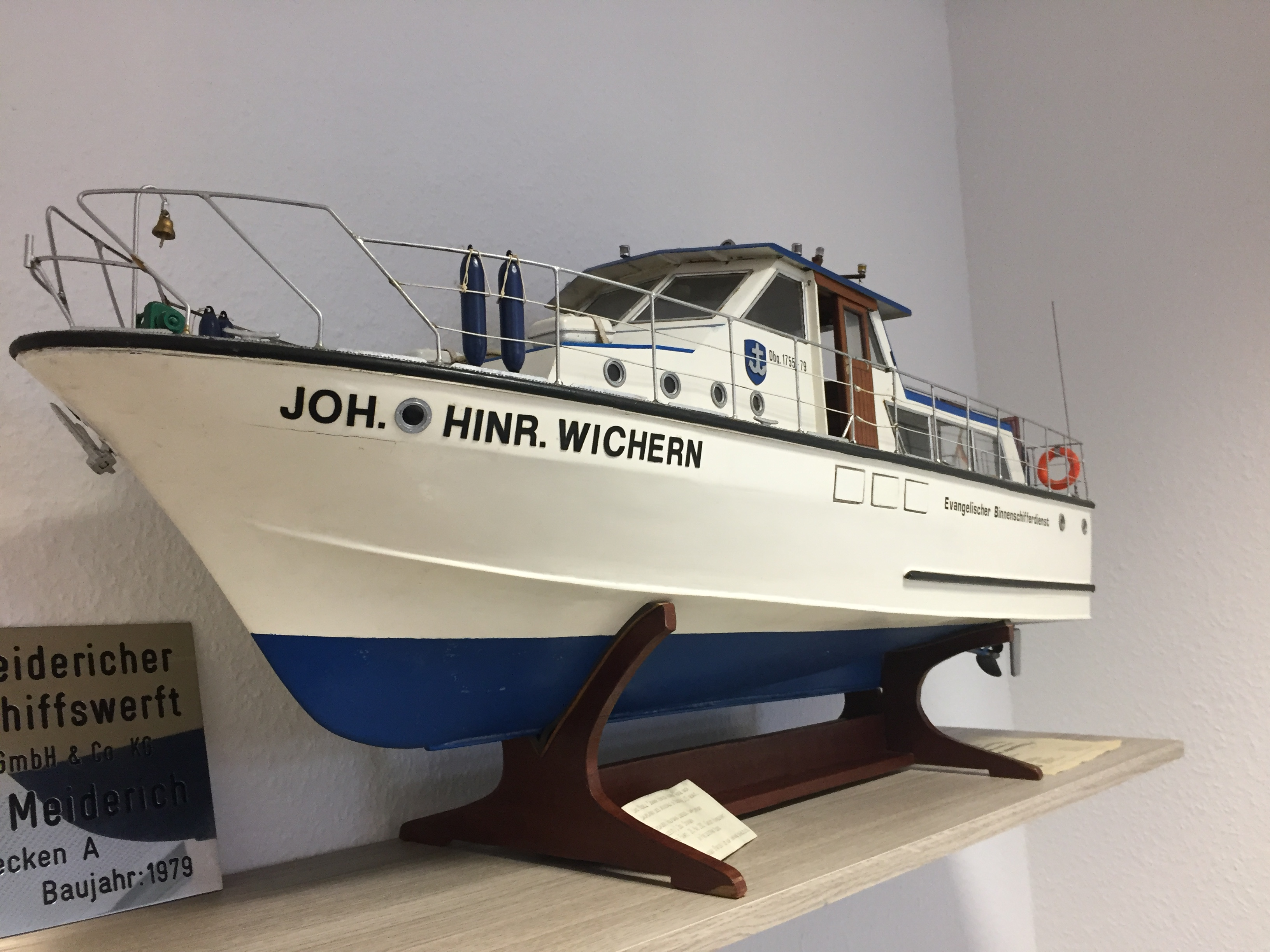
Joh. Hinrich Wichern (Modell, 1979)

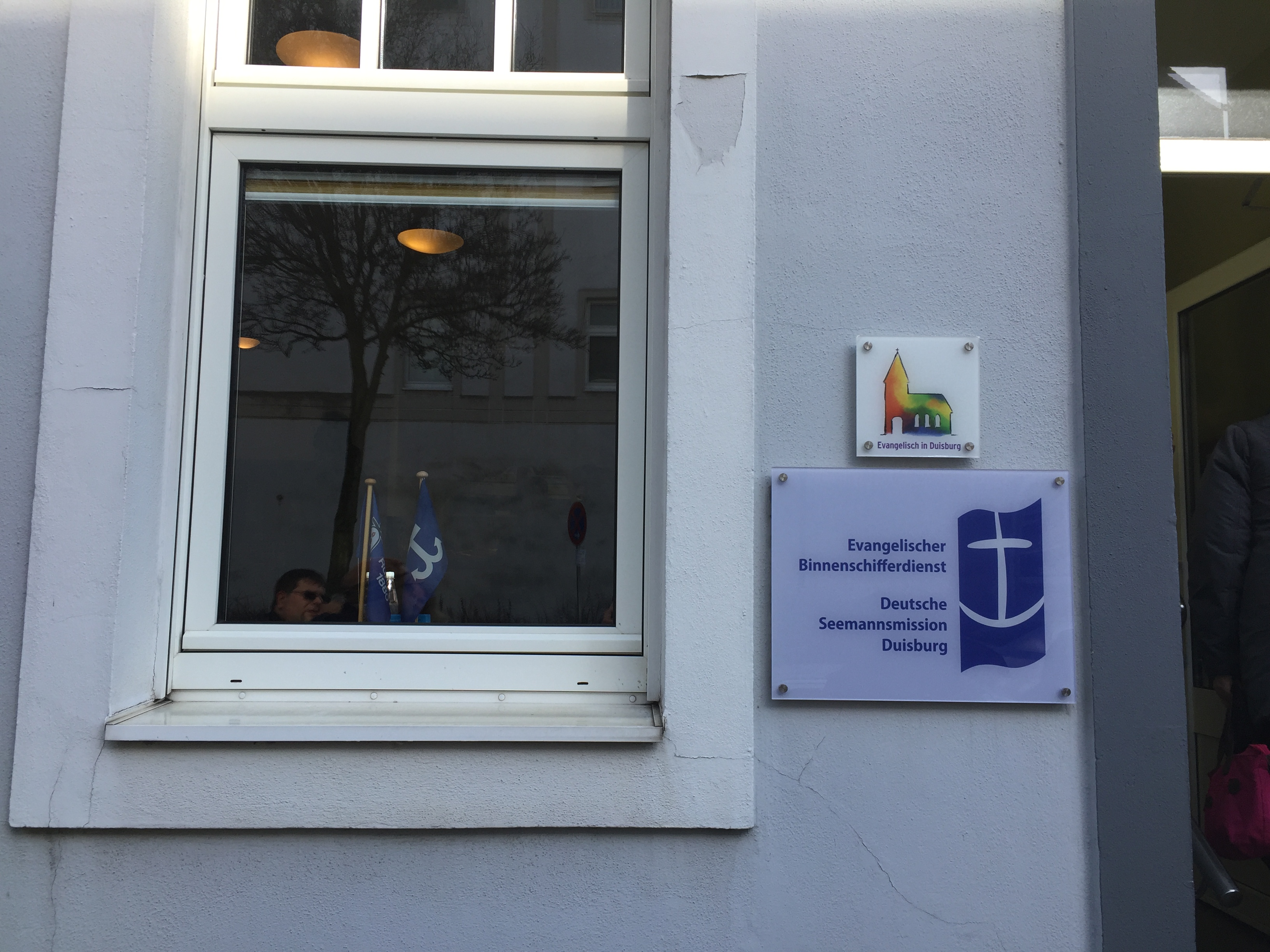
Ev. Binnenschifferdienst

Der Evangelische Binnenschifferdienst ist Teil der Deutschen Seemannsmission Duisburg und damit Mitglied in der Deutschen Seemannsmission. Die Binnenschifferseelsorge findet auf dem Kirchenboot Johann Hinrich Wichern statt, das im Duisburger Binnenhafen beheimatet ist. Das Kirchenboot ist schwimmende Kirche und Gemeindehaus in einem und ist der Regel an vier Tagen in der Woche auf 700 km Wasserstraßen und Häfen entlang der Rheinschiene unterwegs. Dabei besucht seine Besatzung auf diese Weise rund 1000 Schiffe pro Jahr. Träger des Dienstes sind der Kirchenkreis Duisburg und die Evangelische Kirche im Rheinland.
Duisburg gilt mit 3,7 Millionen TEU (Einheit für Standardcontainer) jährlich als weltgrößter Containerumschlagplatz im Binnenland.

## Vereinsarbeit
Zur Crew der Johann Hinrich Wichern gehören zwei ehrenamtliche Schiffsführer sowie ein Pfarrer und eine Diakonin. An Bord finden Gottesdienste, Taufen und Trauungen statt. Die Crew bringt Zeitungen, organisiert Weihnachtskonzerte und ist als Seelsorger unterwegs. Die evangelischen Seelsorger betreuen Seeleute aller Religionen und Konfessionen, es wird ökumenisch gearbeitet, und bei Bedarf wird ein katholischer Seelsorger hinzugezogen. Eine besondere Bedeutung kommt der Bordbetreuung bei Binnenschiffen zu, deren Betreiber ihren Sitz nicht in Schengen-Staaten haben, Stand 2020 sind das osteuropäische Staaten. Diese Seeleute können den visumsfreien Aufenthalt in Hafenstädten nicht nutzen (§ 25 Aufenthaltsverordnung) und dürfen deshalb das Schiff nicht verlassen.

## Ausstattung
Das Kirchenboot ist knapp 15 Meter lang und 4,20 Meter breit. Es verfügt über 10 Schlafplätze, eine Küche und einen Sanitärbereich. Bis zu 16 Personen können an Gottesdiensten und Familienfeiern teilnehmen.